# Riedelbach (Irrsee)
Der Riedelbach ist ein kleiner Bach am Zeller- oder Irrsee im Mondseeland, einem Teil des Salzkammerguts im Hausruckviertel Oberösterreichs.

## Lauf und Landschaft
Der Bach entspringt
im Gemeindegebiet Oberhofen am Irrsee unweit nördlich des Sees in einem Graben zwischen Wegdorf und Haarberg auf etwa 570 m ü. A. Er fließt südwestlich gegen den Kolomannsberg hin, wendet sich dann unterhalb von Speck südöstlich und fließt am Irrsee-Nordmoor zwischen Laiter und Fischhof nach knapp 2 Kilometern Lauf in den Irrsee (553 m ü. A.).

## Geologie und Hydrographie
Der Bach entspringt an dem das Tal zwischen Irrsee und Straßwalchen querenden Riedel, von dem er seinen Namen hat. Es handelt sich hierbei um eine der größeren Endmoränen des Traungletschers der Würm-Eiszeit, der letzten Kaltzeit (ca. 100.000–10.000 Jahre vor heute), die auch den Irrsee ausformte. Sie bildet die Talwasserscheide zwischen dem Einzugsgebiet der Ager (mit Attersee und Mondsee), die ostwärts der Traun zufließt, und der Mattig, die nordwestwärts zum Inn geht. Nördlich der Wasserscheide entwässert der Irrsdorfer Bach (Mühlbach). Es handelt sich um eine Laufbildung im Gletscherschwund-Vorfeld. Moor und Mooswiesen des Irrsee-Nordufers sind Verlandungsbereiche, es wird angenommen, dass der See anfangs hier viel größer war. Nördlich wie nordwestlich liegen Schwemmebenen, die alte Überläufe des würmzeitlichen Irrsees als Gletscher-Endsee darstellen könnten (und vielleicht eines späteren viel größeren Mondsees). Nach Süden, wie das ganze Mondsee-Irrsee-Gebiet heute entwässert („verkehrt herum“ alpeneinwärts), kann der Abfluss erst deutlich später entstanden sein, als der Gletscher endgültig am Schafberg den Zufluss der Seeache zum Attersee öffnete.
Der Bach stellt den obersten Abschnitt des Hauptstranges im Einzugsgebiet der Ager dar, bis zu deren Mündung in die Traun sind es vom hydrographischen Riedelbach-Ursprung gut 82 Kilometer Fließweg.